# Elecciones al Parlamento Europeo de 1994 (Francia)
En las elecciones al Parlamento Europeo de 1994 en Francia, celebradas el 12 de junio, se escogió a los representantes de dicho país para la cuarta legislatura del Parlamento Europeo. El número de escaños asignado a Francia pasó de 81 a 87.

## Resultados
| Datos de participación | Datos de participación | Datos de participación |
| ---------------------- | ---------------------- | ---------------------- |
| Censo electoral        | 39.019.797             | 100%                   |
| Votos                  | 20.566.980             | 52,7%                  |
| Abstención             | 18.452.817             | 47,3%                  |
| Votos a candidaturas   | 19.487.470             | 94,7%                  |

| ← Elecciones al Parlamento Europeo de 1994 →                                 |                         |           |       |         |     |                                                      |
| Partido                                                                      | Cabeza de lista         | Votos     | %     | Escaños | +/- | Grupo en el Parlamento Europeo                       |
| Unión para la Democracia Francesa Reagrupamiento para la República (UDF-RPR) | Dominique Baudis        | 4.985.574 | 25,58 | 28      | +2  | Partido Popular Europeo/Demócratas Europeos          |
| Partido Socialista (PS)                                                      | Michel Rocard           | 2.824.173 | 14,49 | 15      | -7  | Partido Socialista Europeo                           |
| Movimiento por Francia (MPF)                                                 | Philippe de Villiers    | 2.404.105 | 12,34 | 13      | +6  | Unión por la Europa de las Naciones                  |
| Movimiento de los Radicales de Izquierda (MRG)                               | Bernard Tapie           | 2.344.457 | 12,03 | 13      | +13 | Alianza Radical Europea                              |
| Frente Nacional (FN)                                                         | Jean-Marie Le Pen       | 2.050.086 | 10,52 | 11      | +1  | No inscritos                                         |
| Partido Comunista Francés (PCF)                                              | Francis Wurtz           | 1.342.222 | 6,89  | 7       | =   | Izquierda Unitaria Europea - Izquierda Verde Nórdica |
| Caza, Pesca, Naturaleza, Tradiciones (CPNT)                                  | André Goustat           | 771.061   | 3,96  | 0       | =   |                                                      |
| Unión de los Ecologistas por Europa (VERTS)                                  | Marie-Anne Isler-Béguin | 574.806   | 2,95  | 0       | -9  |                                                      |
| Movimiento de los Ciudadanos (MDC)                                           | Jean-Pierre Chevènement | 494.986   | 2,54  | 0       | =   |                                                      |
| Lucha Obrera (LO)                                                            | Arlette Laguiller       | 442.723   | 2,27  | 0       | =   |                                                      |
| Generación Ecología para Europa (GE)                                         | Brice Lalonde           | 392.291   | 2,01  | 0       | =   |                                                      |
| Europa Comienza en Sarajevo (ECS)                                            | Léon Schwartzenberg     | 305.633   | 1,57  | 0       | =   |                                                      |
| L'Emploi d'Abord (EA)                                                        | Gérard Touati           | 125.340   | 0,64  | 0       | =   |                                                      |
| Partido de la Ley Natural (PLN)                                              | Benoît Frappé           | 103.261   | 0,53  | 0       | =   |                                                      |
| Partido de los Trabajadores (PT)                                             | Daniel Gluckstein       | 84.513    | 0,43  | 0       | =   |                                                      |
| Lista Regionalista y Federalista (LRF-RPS)                                   | Max Simeoni             | 76.436    | 0,39  | 0       | =   |                                                      |
| Demócratas por los Estados Unidos de Europa (DEUE)                           | Armand Touati           | 71.814    | 0,37  | 0       | =   |                                                      |
| Política de Vida por Europa (PVE)                                            | Christian Cotten        | 56.658    | 0,29  | 0       | =   |                                                      |
| Reagrupamiento del Ultramar y de las Minorías (ROM)                          | Ernest Moutoussamy      | 37.041    | 0,19  | 0       | =   |                                                      |
| Europa para Todos (ET)                                                       | Jean Aillaud            | 290       | 0,00  | 0       | =   |                                                      |